# Polyscias mollis
Polyscias mollis är en araliaväxtart som först beskrevs av George Bentham, och fick sitt nu gällande namn av Hermann Harms. Polyscias mollis ingår i släktet Polyscias och familjen Araliaceae. Inga underarter finns listade.